# Kachabier Chubieżty
Kachabier Omarowicz Chubieżty (ros. Кахабер Омарович Хубежты; ur. 14 marca 1987) – rosyjski i w latach 2009–2011 słowacki zapaśnik startujący w stylu wolnym. Zajął 26. miejsce na mistrzostwach świata w 2013. Jedenasty na mistrzostwach Europy w 2009. Piąty w Pucharze Świata 2013. Mistrz świata i Europy juniorów w 2006. Mistrz Rosji w 2013 roku.